# Ufa-Palast am Zoo
L'Ufa-Palast am Zoo est un cinéma allemand aujourd'hui disparu, qui se trouvait 29, Hardenbergstraße à Berlin-Charlottenbourg, près de la Breitscheidplatz et le Jardin zoologique de Berlin. À sa place se dresse maintenant le cinéma Zoo Palast. 
Ouvert en 1919, l'Ufa-Palast am Zoo était le plus célèbre cinéma de la capitale allemande dans les années 1920 et 1930, et accueillait une grande partie des premières des films à grand succès. Jusqu'à l'inauguration du Ufa-Palast de Hambourg, en 1929, il s'agissait du plus grand cinéma allemand jamais construit. L'édifice est détruit lors du bombardement de Berlin pendant la Seconde Guerre mondiale en 1943. 

## Histoire

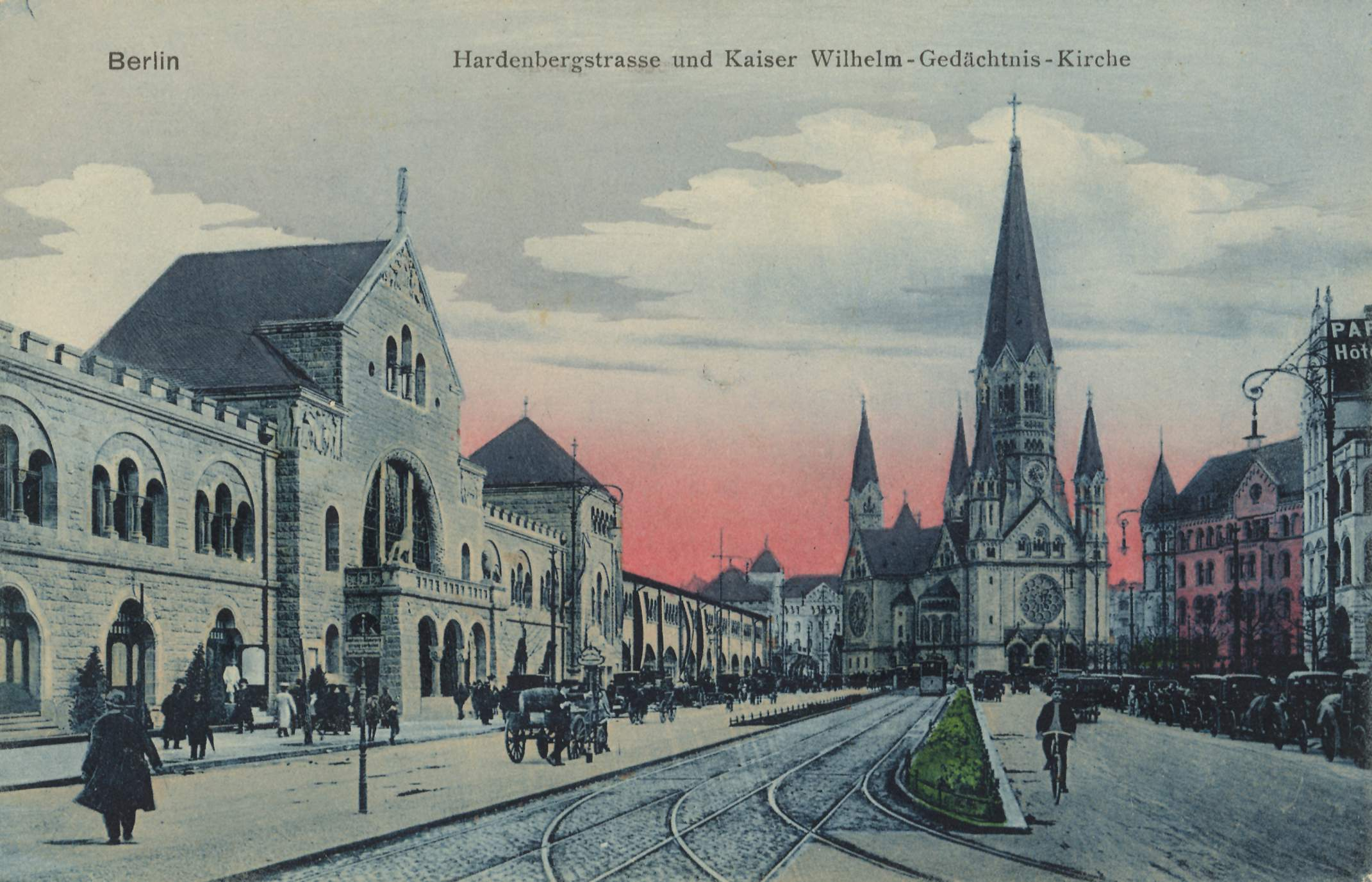
Les Ausstellungshallen am Zoo et l'église du Souvenir vers l'an 1906.

Le bâtiment est construit de 1905 à 1907 sur les plans de Carl Gause et comprend des salles d'exposition (Ausstellungshallen am Zoo), en lien avec le jardin zoologique voisin. À partir de 1912, des films y sont projetés, en commençant par la première allemande de Quo vadis ? produit par la société Cines. Ensuite, les salles ont été temporairement renommées Cines-Palast.
Fondée en 1917, la société Universum Film AG (UFA) après la Première Guerre mondiale fit reconstruire l'édifice pour devenir un immense salle de cinéma qui pouvait accueillir à son maximum 1 740 spectateurs. L'inauguration a eu lieu le 18 septembre 1919 avec la première de Passion (Madame du Barry) réalisé par Ernst Lubitsch. En 1925, le nombre de places assises fut agrandi à 2 165. Ce record n'a été battu qu'en 1929 par le cinéma UfA-Palast de Hambourg, ouvert sur la place du Gänsemarkt et offrant 2 668 places. Cette salle a également été détruite en 1944.
Le cinéma a été a nouveau transformé en style néo-classique à l'occasion des Jeux olympiques d'été de 1936. Le bâtiment fut détruit par un raid aérien le 23 novembre 1943.
Il est remplacé par le Zoo Palast en 1957.

## Premières nationales organisées au Ufa-Palast

### République de Weimar
- 18 septembre 1919 : Passion (Madame Dubarry)
- 4 décembre 1919 : La Poupée (Die Puppe)
- 14 décembre 1920 : Anne Boleyn (Anna Boleyn)
- 9 mars 1920 : Les Filles de Kohlhiesel (Kohlhiesels Töchter)
- 1er septembre 1920 : Sumurun
- 29 octobre 1920 : Le Golem (Der Golem, wie er in die Welt kam)
- 14 avril 1921 : La Chatte des montagnes (Die Bergkatze)
- 22 octobre 1921 : Le Tombeau hindou (partie 1) (Das indische Grabmal)
- 5 mars 1922 : Nosferatu le vampire (Nosferatu, eine Symphonie des Grauens)
- 19 novembre 1921 : Le Tombeau hindou (partie 2)
- 13 novembre 1922 : Le Fantôme (Phantom)
- 7 janvier 1924 : Les Finances du grand-duc (Die Finanzen des Großherzogs)
- 14 février 1924 : Les Nibelungen (partie 1)
- 26 avril 1924 : Les Nibelungen (partie 2)
- 23 décembre 1924 : Le Dernier des hommes (Der letzte Mann)
- 16 novembre 1925 : Variétés
- 14 octobre 1926 : Faust, une légende allemande
- 17 décembre 1926 : La Montagne sacrée (Der heilige Berg)
- 10 janvier 1927 : Metropolis
- 24 janvier 1927 : Une Dubarry moderne (Eine Dubarry von heute)
- 12 mars 1929 : Asphalt
- 27 août 1929 : Der Würger (de)
- 15 octobre 1929 : La Femme sur la Lune ((Frau im Mond))
- 17 septembre 1930 : Der Greifer (de)
- 11 mai 1931 : M le maudit
- 31 août 1931 : Bombes sur Monte-Carlo (Bomben auf Monte Carlo)
- 26 novembre 1931 : Der Draufgänger (de)
- 8 août 1932 : Quick
- 12 octobre 1932 : Der schwarze Husar (de)
- 19 novembre 1932 : Der weiße Dämon
- 22 décembre 1932 : F.P.1 antwortet nicht

### 1933-1939

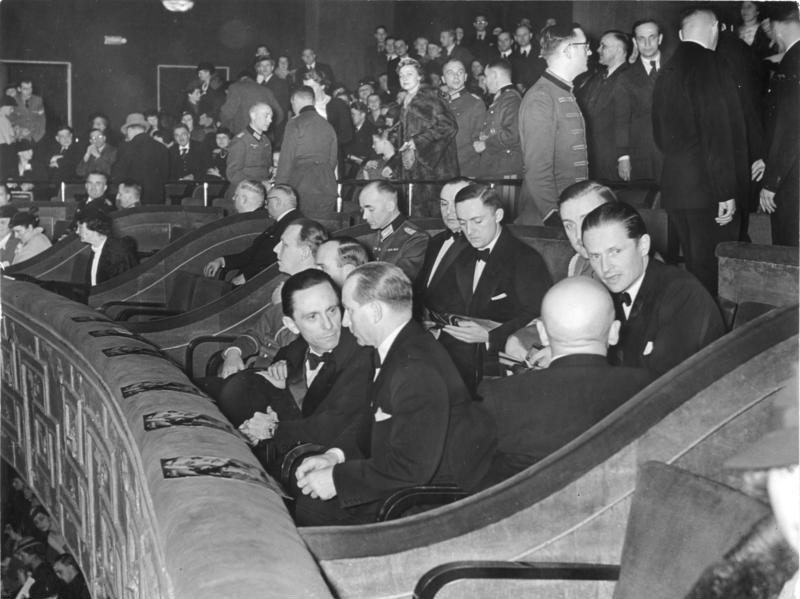
Le ministre de la Propagande Joseph Goebbels avec le producteur Ewald von Demandowsky lors d'une première au Ufa-Palast am Zoo, le 19 janvier 1938.

- 9 mai 1933 : Ein Lied geht um die Welt (de)
- 15 août 1933 : L'Homme des services secrets (Ein gewisser Herr Gran)
- 1er décembre 1933 : La Victoire de la foi (Sieg des Glaubens)
- 8 décembre 1933 : Les Fugitifs (Flüchtlinge)
- 29 mars 1934 : L'Or (Gold)
- 12 mars 1935 : Artisten (de)
- 28 mars 1935 : Le Triomphe de la volonté (Triumph des Willens)
- 19 novembre 1935 : Friesennot (de)
- 30 décembre 1935 : Jour de la Liberté : Nos forces de défense (Tag der Freiheit! – Unsere Wehrmacht)
- 23 janvier 1936 : Les Vaincus (Traumulus)
- 10 juillet 1936 : Weiberregiment (de)
- 16 octobre 1936 : Stadt Anatol
- 23 décembre 1936 : Unter heißem Himmel (de)
- 15 juillet 1937 : On a tué Sherlock Holmes (Der Mann, der Sherlock Holmes war)
- 20 août 1937 : Alarm in Peking (de)
- 19 octobre 1937 : La Cruche cassée (Der zerbrochene Krug)
- 21 décembre 1937 : Gasparone (de)
- 6 janvier 1938 : Le Défi (Der Berg ruft)
- 11 février 1938 : Le Tigre du Bengale (Der Tiger von Eschnapur)
- 26 février 1938 : Le Tombeau hindou (Das indische Grabmal)
- 1er avril 1938 : Fünf Millionen suchen einen Erben (de)
- 18 octobre 1938 : Dreizehn Stühle (de)

### Seconde Guerre mondiale

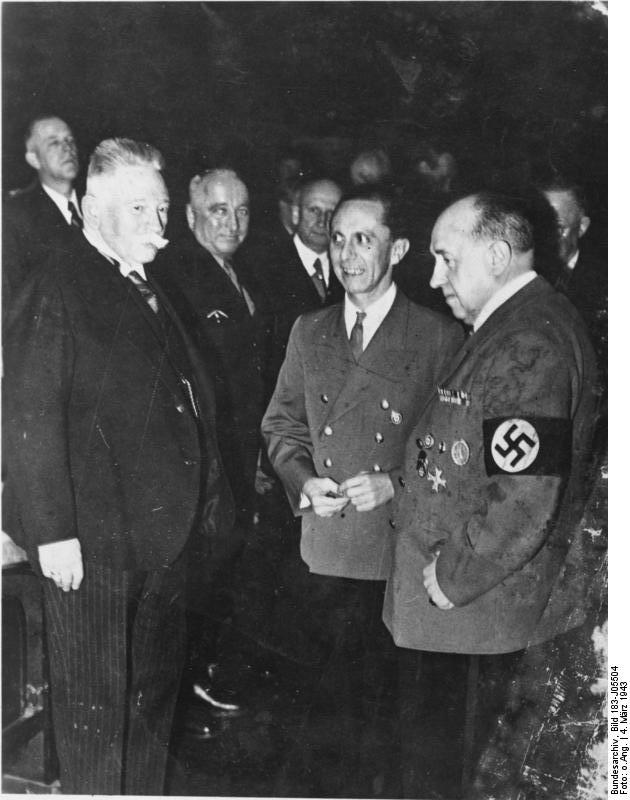
Alfred Hugenberg, Robert Ley, Joseph Goebbels et Walter Funk lors d'une réception au Ufa-Palast, le 4 mars 1943.

- 26 septembre 1939 : La Lutte héroïque (Robert Koch, der Bekämpfer des Todes)
- 20 mars 1940 : Étoile de Rio (de) (Stern von Rio)
- 28 novembre 1940 : Le Juif éternel (Der ewige Jude)
- 6 décembre 1940 : Bismarck
- 30 décembre 1940 : L'Épreuve du temps (Wunschkonzert)
- 14 février 1941 : Le Président Krüger (Ohm Krüger)
- 12 juin 1942 : Un grand amour (Die große Liebe)
- 5 mars 1943 : Les Aventures fantastiques du baron Münchhausen

## Premières berlinoises
- 23 septembre 1936 : L'Étudiant pauvre (Der Bettelstudent)
- 17 mars 1939 : Wasser für Canitoga (de)
- 15 août 1939 : Pages immortelles (Es war eine rauschende Ballnacht)
- 24 septembre 1940 : Le Juif Süss
- 23 octobre 1941 : Heimkehr (de)

## Annexe

### Sources
- (de) Cet article est partiellement ou en totalité issu de l’article de Wikipédia en allemand intitulé « Ufa-Palast am Zoo » (voir la liste des auteurs).